# Muçum
Muçum là một đô thị thuộc bang Rio Grande do Sul, Brasil. Đô thị này có diện tích 110,892 km², dân số năm 2007 là 4538 người, mật độ 40,92 người/km².